# Аманзимтоти
Аманзимтоти, или Манзимтоти, (англ. Amanzimtoti River or Manzimtoti River) — река на юго-востоке ЮАР в провинции Квазулу-Натал. Впадает в Индийский океан.

## Описание
Аманзимтоти — небольшая река, которая начинается к северо-западу от города Адамс-Мишен, где её пересекает региональная автодорога R603. Протекает в целом с северо-запада на юго-восток, впадает в Индийский океан в городе Аманзимтоти в одноимённой лагуне. В устье через лагуну проходит национальная автодорога N 2.

## Этимология
Зулусский царь Чака назвал реку после того, как выпил воду и воскликнул на зулу «Канти аманзи мтоти», что означает «Итак, вода сладкая». Река стала известна англоговорящим жителям как Аманзимтоти («Сладкие воды»). Зулусское слово «сладкий» — мнанди, но мать Чаки носила имя Нанди, поэтому говорят, что он изобрёл слово «тоти», чтобы заменить мнанди и не упоминать всуе её имя.
Было предложено официально изменить название реки на Манзамтоти, чтобы более точно отразить произношение и написание на зулу.

## История
Река в прошлом была окружена обширными болотами и зарослями тростника, но они были засыпаны, чтобы построить центр города и свалку. Позже свалку закрыли и превратили в спортивные площадки.
Раньше можно было добраться на лодке от центра города Аманзимтоти до отеля River Gardens, что было популярным воскресным мероприятием. Однако из-за заиления реки это стало невозможным. В 1990-х годах на реке проходили дноуглубительные работы, но впоследствии река вновь сильно заилилась.
В настоящее время Аманзимтоти окружена заповедником под названием Айленда-Уайлдс, в котором обитают ряд редких и находящихся под угрозой исчезновения видов. Заповедник отличается высоким биоразнообразием.

## Галерея

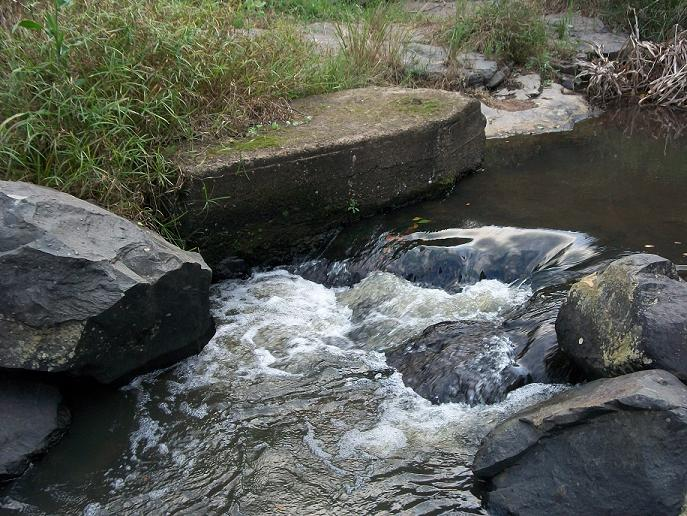
В заповеднике Айленда-Уайлдс
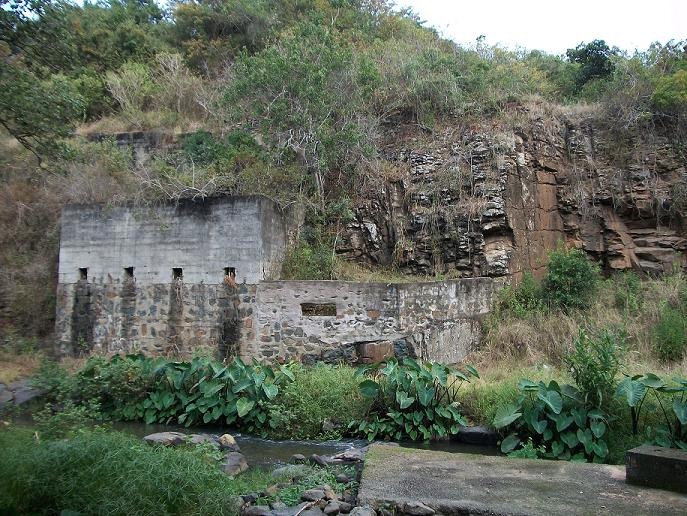
Бывший карьер в заповеднике Айленда-Уайлдс
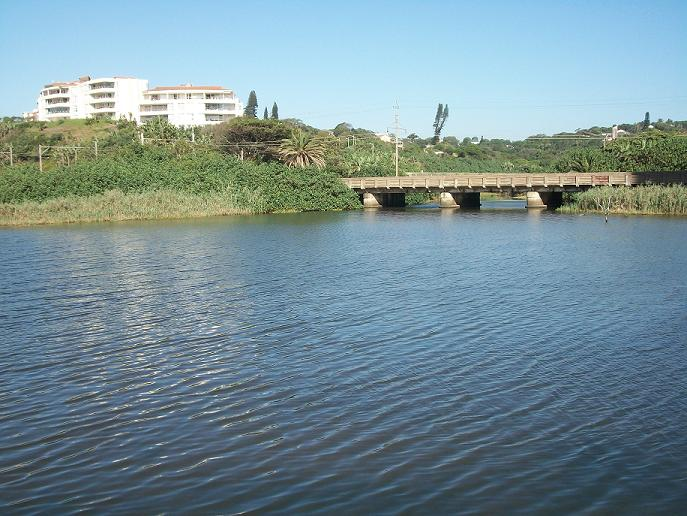
Лагуна Манзимтоти